# Зеркальные нейроны
Зерка́льные нейро́ны (англ. mirror neurons, итал. neuroni specchio) — нейроны головного мозга, которые возбуждаются как при выполнении определённого действия, так и при наблюдении за выполнением этого действия другим животным. Такие нейроны были достоверно обнаружены у приматов, в частности, подтверждено их наличие у людей и некоторых птиц, насекомых.

## История открытия
Впервые зеркальные нейроны были обнаружены и описаны Джакомо Риццолатти, Лучано Фадигой, Витторио Галлезе и Леонардо Фогасси в университете города Парма, Италия, в экспериментах на макаках с введением микроэлектродов в зону F5 (премоторная кора) в начале 1990-х годов. Затем аналогичный тип нейронов был найден и в других областях коры — в ассоциативной теменной (нижняя теменная) и височной (верхняя височная) коре. В связи с этим популярна точка зрения, что активизация зеркальных нейронов происходит не за счёт какого-либо одного нейрона, а как синергетический результат работы нейронной сети.
У людей активность мозга, согласующаяся с поведением зеркальных нейронов, первоначально была обнаружена в лобной и теменной областях косвенными методами, такими как МРТ и электроэнцефалография (см. диаграмму мозга). В 2010 г. исследовательская группа М. Якобони и соавторов зарегистрировала внеклеточную активность 1000 нейронов лобной и височной коры. Часть этих нейронов отвечала как на совершение действия, так и на наблюдение за совершаемым действием.
Затраты на исследования в области зеркальных нейронов, по подсчётам журнала The Economist, ежегодно растут едва ли не в геометрической прогрессии, а самому направлению пророчат роль одного из основных трендов в развитии науки в ближайшие годы. 

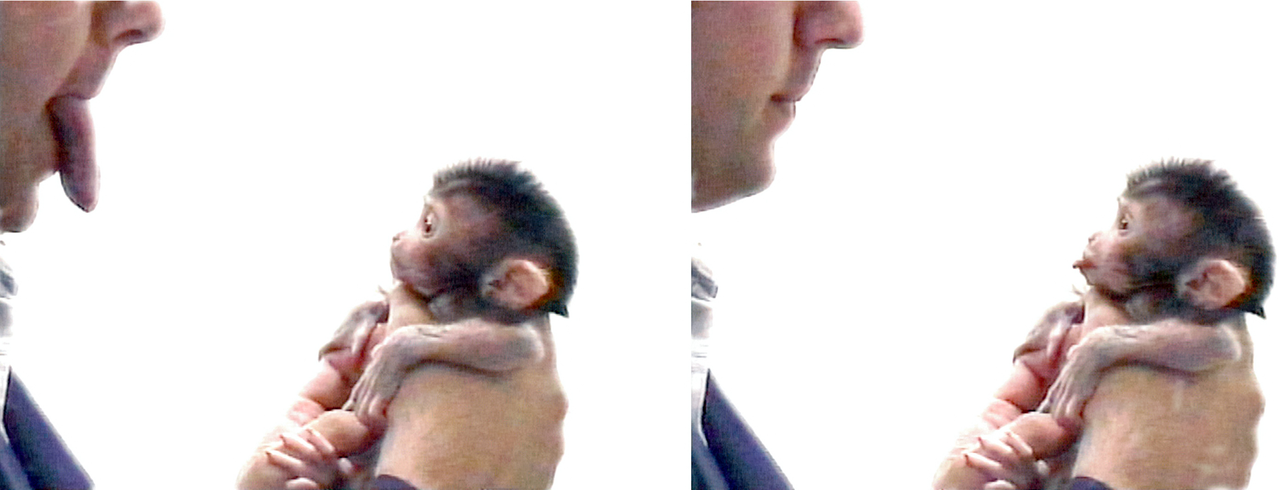
Зеркальные нейроны отвечают за подражание.

Некоторые учёные называют их открытие самым главным событием в нейробиологии за последние десять лет. Одним из них является Вилайанур Рамачандран, который считает, что эти нейроны играют ключевую роль в процессах имитации и обучении языку. Тем не менее, несмотря на их чрезвычайную популярность, на сегодняшний день не было предложено достойной вычислительной модели для описания того, как функционирование зеркальных нейронов воплощает такие когнитивные функции, как имитация.

## Функция
Функция, которую выполняют зеркальные нейроны, до конца не ясна и является предметом научных споров. Так, некоторые учёные считают, что эти нейроны могут быть задействованы в эмпатии, в освоении новых навыков путём имитации (например, воспринимать окружающую среду так же, как более опытная особь, или перенимать повадки своих сородичей). Зеркальные нейроны сопоставляют внешние сенсорные сигналы с некой памятью об эталоне. Кроме этого, нейроны также обрабатывают сигналы, посылаемые на двигательные нейроны. В итоге получается точно повторять какие-либо программы других людей. Можно сказать, что происходит обучение за счёт подражания.
Отдельные исследователи утверждают, что зеркальные нейроны могут строить модель наблюдаемых событий и действий, в то время как другие относят их функции к освоению навыков, связанных с речью.
Также существует точка зрения, что нарушения их функционирования могут лежать в основе некоторых психических заболеваний, в частности аутизма. Однако связь между дисфункцией зеркальных нейронов и аутизмом остается предметом споров, и по этому поводу ещё не выработано единое мнение.
Первопричиной появления «зеркальных» свойств мозга (подражания и эмпатии) считаются преимущества сосуществовать и/или иметь содружество с другими особями: так успешнее и легче добывать пропитание, охранять территорию и так далее. При этом сородичам важно сблизить состояния и поведение. Проще всего этого достичь с помощью химии, как это происходит у полипов, образующих сообщество кораллового рифа: они одновременно выделяют значительное количество половых гормонов, за счет чего происходит синхронная овуляция.
Синхронизируется поведение животных исходно на основе стандартных рефлекторных механизмов, например, на уровне зрительных сигналов. К этому можно отнести согласованное движение стаи саранчи: если одну особь что-то испугало, и она в срочном порядке взлетает, то за ней последует большинство других сородичей.
Нельзя не упомянуть ещё одну форму двигательного подражания — звукоподражание. В качестве примера обычно приводят певчих птиц: молодой самец внимательно слушает пение более опытного, направленное на поиск самки, и вскоре сам пытается воспроизвести услышанную «мелодию». Конечно, сначала у него это получается плохо, но с взрослением попытки становятся успешнее, и когда самец может абсолютно так же пропеть эту мелодию, то для самок это становится сигналом, что найден потенциальный партнёр. То есть можно утверждать, что сенсорный сигнал запускает реакцию, приводящую к появлению аналогичного сигнала у других особей.
Ещё интересен тот факт, что при сочетании мимики, движений конечностей (то есть присутствие «грубых» врождённых зрительных моторных карт) и дополнительных «настроек» в ходе движений получается перенос эффектов зеркальности с моторной на премоторную и ассоциативную лобную кору (с задней части лобной доли на центры двигательной коры). Говоря иными словами, подражание движению может переноситься на подражание некой программе или цели.

## Критика
Хотя в научном сообществе с интересом воспринято сообщение об открытии «зеркальных нейронов», некоторые учёные выразили сомнения как в существовании, так и в роли зеркальных нейронов у человека. По мнению таких учёных, как Хикок, Пасколо и Динштейн, неясно, действительно ли зеркальные нейроны образуют отдельный класс клеток (в отличие от случайного явления, наблюдаемого в клетках с другими функциями) и является ли зеркальная активность отчётливым типом ответа или же является просто артефактом общего вспоможения двигательной системе.
Владимир Косоногов видит другое противоречие. Сторонники понимания теории зеркальных нейронов постулируют, что зеркальные нейроны кодируют цели других действий, потому что они активируются, если наблюдаемое действие является целенаправленным. Однако зеркальные нейроны активируются только тогда, когда наблюдаемое действие направлено на цель (объектно-ориентированное действие или коммуникативный жест, который, безусловно, также имеет цель). Как они «знают», что определённое действие направлено на достижение цели? На каком этапе их активации они обнаруживают цель движения или его отсутствие? По его мнению, зеркальная нейронная система может быть активирована только после того, как цель наблюдаемого действия приписывается некоторым другим структурам мозга.
Нейрофилософы, в частности Патриция Черчленд, выразили как научные, так и философские возражения против теории, что зеркальные нейроны ответственны за понимание намерений других. В своей книге она указывает, что утверждение об участии зеркальных нейронов в понимании намерений (посредством имитации наблюдаемых действий) основано на предположениях, которые философски не разрешены, и приводит аргумент, что намерения кодируются на более сложном уровне нейронной активности, чем активность отдельного нейрона. Черчленд заявляет, что «нейрон, хотя и сложный в вычислительном отношении, является просто нейроном. Это не интеллектуальный гомункулус».
Сесилия Хейес (профессор экспериментальной психологии, Оксфорд) выдвинула теорию, согласно которой зеркальные нейроны являются побочным продуктом ассоциативного обучения, а не эволюционной адаптации. Она утверждает, что зеркальные нейроны у людей являются продуктом социального взаимодействия, а не эволюционной адаптацией к пониманию действий. В частности, Хейз отвергает теорию, выдвинутую Рамачандраном, о том, что зеркальные нейроны были «движущей силой большого скачка вперёд в эволюции человека».

### Обобщение критики
Данные о поведении детей, отслеживающих глаза взрослого, предполагают, что система зеркальных нейронов развивается до 12-месячного возраста и что эта система может помочь младенцам понять действия других людей. Критическим становится вопрос «как зеркальные нейроны приобретают зеркальные свойства?». Две близкие модели постулируют, что «зеркальные нейроны» обучаются согласно «теории Хебба» или ассоциативно. Тем не менее, если премоторные нейроны необходимо обучать с помощью действия, чтобы приобрести зеркальные свойства, неясно, как новорожденные могут имитировать лицевые жесты другого человека (имитация невидимых действий), как это было предложено в работе Meltzoff и Moore. Одна из возможностей заключается в том, что при виде выпяченного языка у новорожденных возникает врождённый механизм высвобождения. Тщательный анализ показывает, что «имитация» этого единственного жеста может составлять почти все сообщения о мимике лица у новорожденных детей.